# Liste der denkmalgeschützten Objekte in Pavlov u Unhoště
Grundlage dieser Liste der denkmalgeschützten Objekte in Pavlov u Unhoště ist die ÚSKP-Liste (Ústřední seznam kulturních památek České republiky, deutsch Zentrale Liste der Kulturdenkmäler der Tschechischen Republik), die von der tschechischen Denkmalschutzbehörde NPÚ (Národní památkový ústav, deutsch Nationale Denkmalbehörde) seit 1987 geführt wird und an die seit dem Jahr 1850 geschaffenen Listen anschließt.

## Denkmalgeschützte Objekte nach Ortsteilen
| Lage                         | Objekt         | Beschreibung | ÚSKP-Nr.                  | Bild           |
| ---------------------------- | -------------- | --- | ------------------------- | -------------- |
| Pavlov, Lidická 1 (Standort) | Pavlov-Schloss | Zweistöckiges Gebäude auf einem rechteckigen Grundriss mit einfach gegliederten Fassaden, die mit einem Satteldach überdacht sind. An das Schloss schlossen sich Wirtschaftsgebäude an (heute ungeschützt). Das Schloss aus dem frühen 19. Jahrhundert wurde kontinuierlich umgebaut. | 15676/2-3034 Info Katalog | weitere Bilder |